# Csernus Menyhért

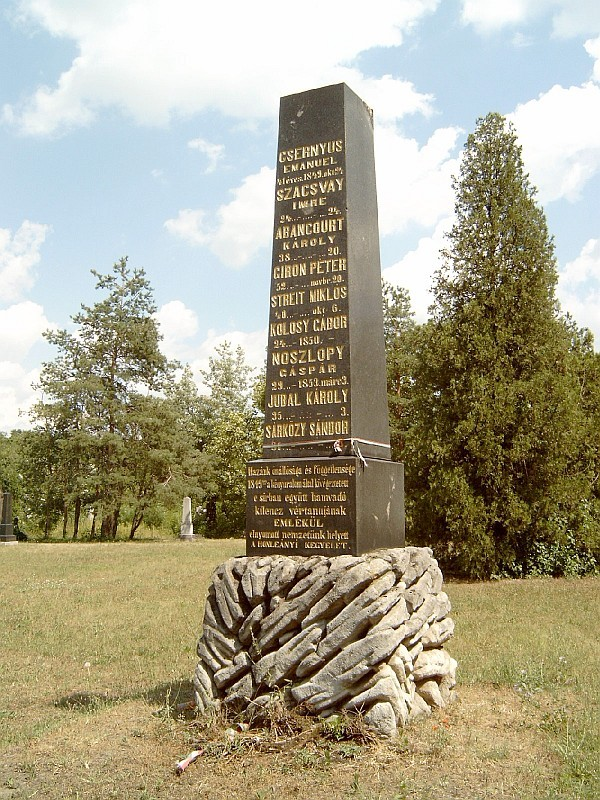
Csernyus Emmánuel, Szacsvay Imre, Karol Gustaw d’Abancourt de Franqueville, Peter Giron, Streith Miklós, Kolosy György, Noszlopy Gáspár, Jubál Károly, Sárközy Soma 1848-1849-es szabadságharc és a Makk-féle összeesküvés kilenc vértanújának közös sírja. Kerepesi temető: 31-közép.

Csernyus Manó (Emmánuel) (1808. – Pest, 1849. október 24.) minisztériumi tisztviselő, az 1848–49-es szabadságharc vértanúja.

## Élete
Jogi tanulmányokat végzett. 1848 tavaszától a Pénzügyminisztérium tisztviselője lett. Rokonszenvezett a forradalommal és a szabadságharccal is, de nem játszott benne jelentős szerepet. Nevét az tette országosan ismertté, hogy (a korábbi történeti irodalom szerint) a szabadságharc bukását követő megtorlás során nevük hasonlósága folytán Haynau és a hadbíróság összetévesztette Kossuth Lajos volt titkárával, Csernátony Lajossal. Valójában erről szó sincs. Csernyus már 1848 tavaszán felhívta magára a figyelmet, amikor a Magyar Királyi Kamaránál magyar nyelvű adminisztrációt követelt. Később Kossuth pénzügyminisztériumában dolgozott. 1849 januárjában Pesten maradt, s az osztrák polgári közigazgatásban dolgozott. Márciusban azonban Debrecenbe ment, s felajánlotta szolgálatait a magyar kormánynak. Állítólag hírszerzői szolgálatot is teljesített, de erről nincs szó az ítéletben. Csernyus Manót (Emmánuelt) elfogása után haditörvényszék elé állították, halálra ítélték, és Pesten az Újépület mögött Perényi Zsigmonddal és Szacsvay Imrével együtt felakasztották. Sorsa országos méretű megdöbbenést váltott ki.
A család a mai Szlovákiából származik (Kőkeszi). I. Lipóttól kaptak nemesi címet 1652-ben.
Szülei Csernyus de Kőkeszi László és Máriássy Teréz voltak. Felesége: GR Izabella de la Motte. Négy gyermeke: Ida, Aladár, Andor és Emma.

## Emlékezete
- Csernyus utca Budapest XIV. kerületében[3]